# Saint-Igeaux
Saint-Igeaux è un comune francese di 154 abitanti situato nel dipartimento delle Côtes-d'Armor nella regione della Bretagna.

## Società

### Evoluzione demografica
Abitanti censiti